# راسيل ديكسون
راسيل ديكسون (بالإنجليزية: Russell Dickson)‏ هو لاعب كرة قدم أسترالية أسترالي، ولد في 30 مارس 1961.

## وصلات خارجية
- راسيل ديكسون على موقع AustralianFootball.com (الإنجليزية)
- راسيل ديكسون على موقع AFLtables.com (الإنجليزية)